# مسجد جامع دیاربکر
مسجد جامع دیاربکر از مکان‌های مذهبی ترکیه که در شهر دیاربکر قرار گرفته است،بنای مذکور در دوران حکمرانی ملک‌شاه یکم از سلاطین سلجوقی و فاتح آناتولی که به سال ۹۲-۱۰۹۱ میلادی با معماری اسلامی، معماری سلجوقی ساخته شده است. طراحی و ساخت این مسجد با الگوبرداری از مسجد اموی دمشق انجام شده‌است.

## نگارخانه

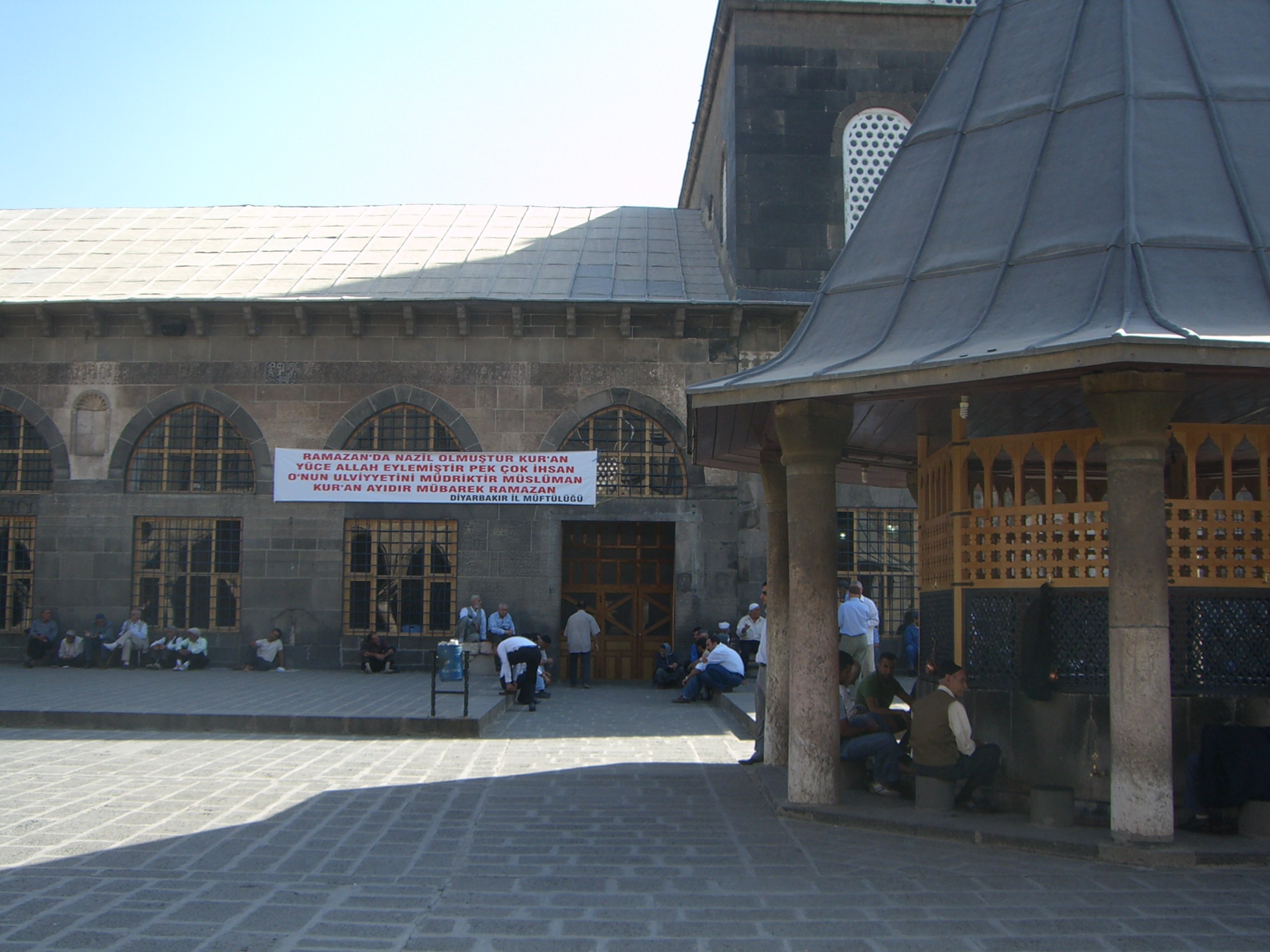
حیاط مسجد
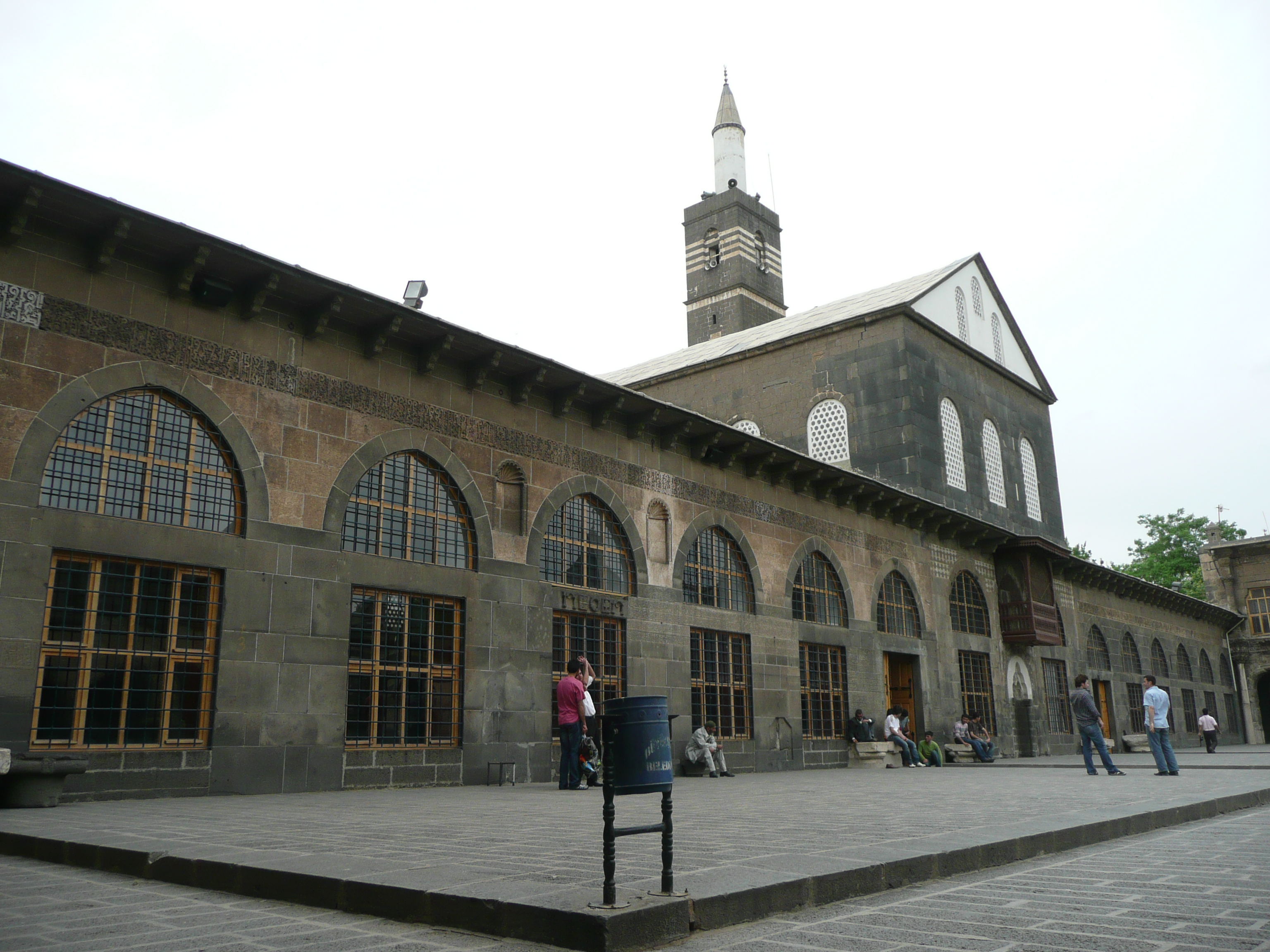
نمای بیرونی مسجد